# Liste der irischen Representative Peers

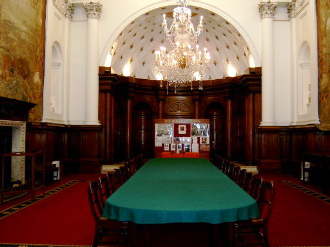
Die Kammer des Irish House of Lords. Hier fand die erste Wahl der irischen Representative Peers statt.

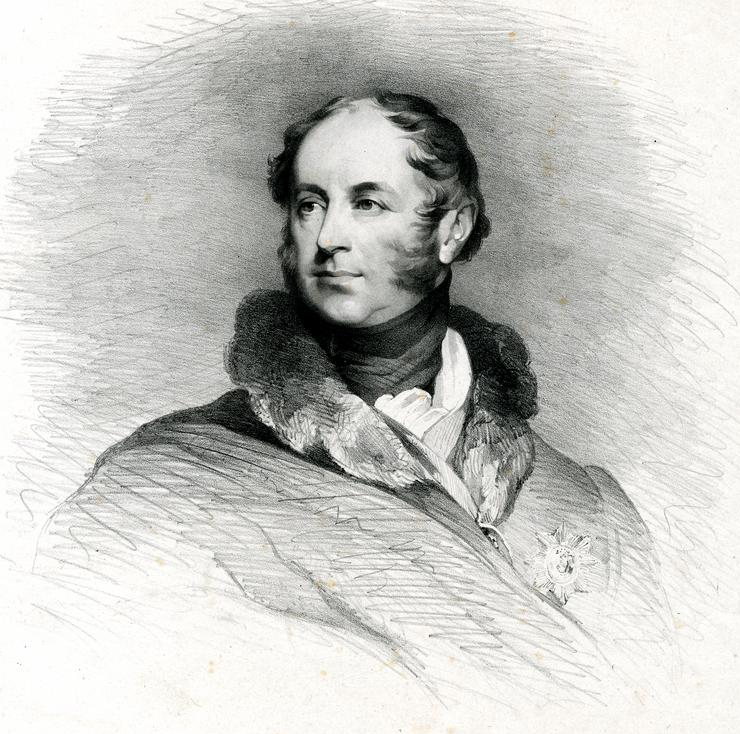
John Cole, 2. Earl of Enniskillen, ein Irish Representative Peer zwischen 1804 und 1840.

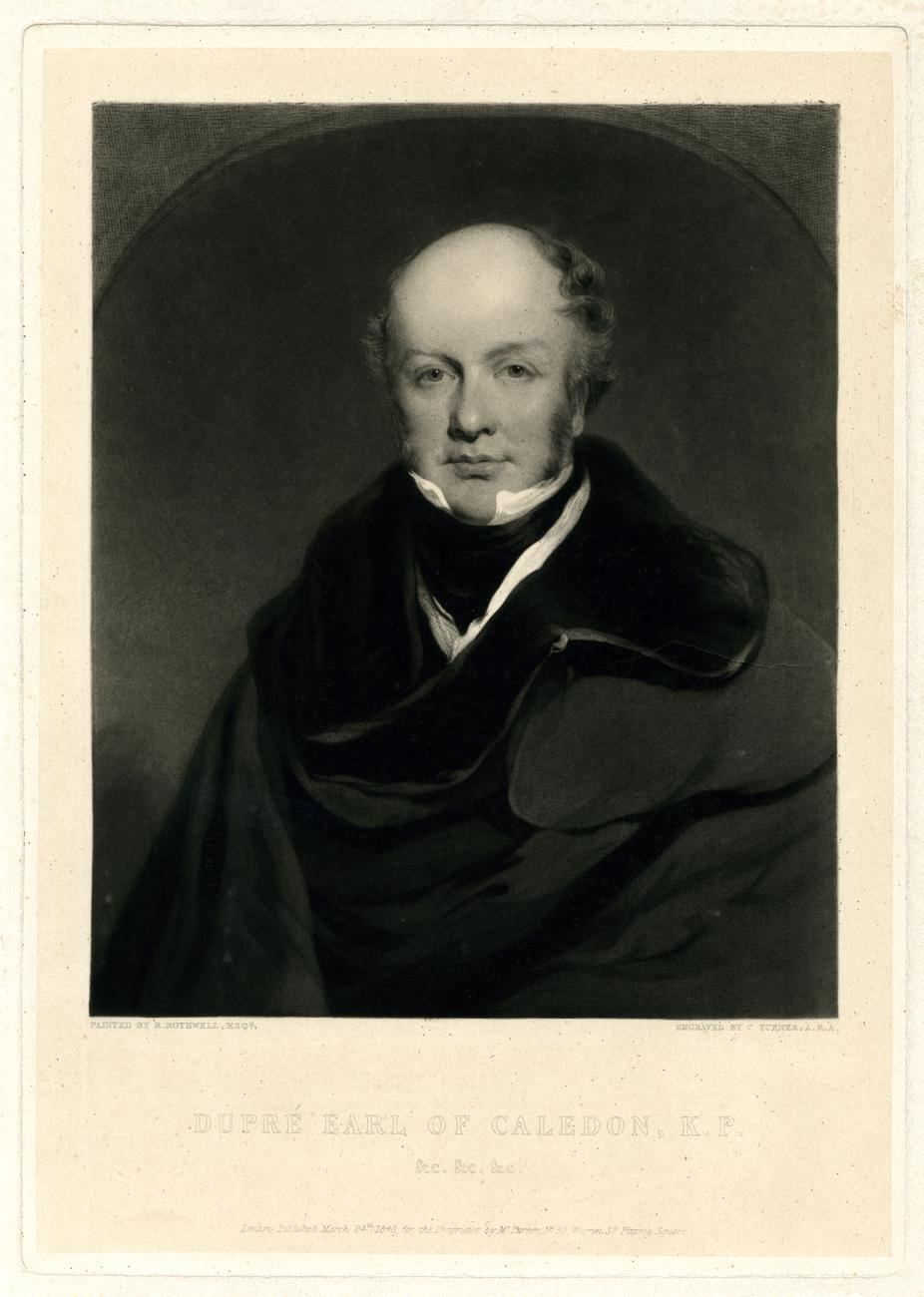
Du Pre Alexander, 2. Earl of Caledon, ein Irish Representative Peer zwischen 1804 und 1839.

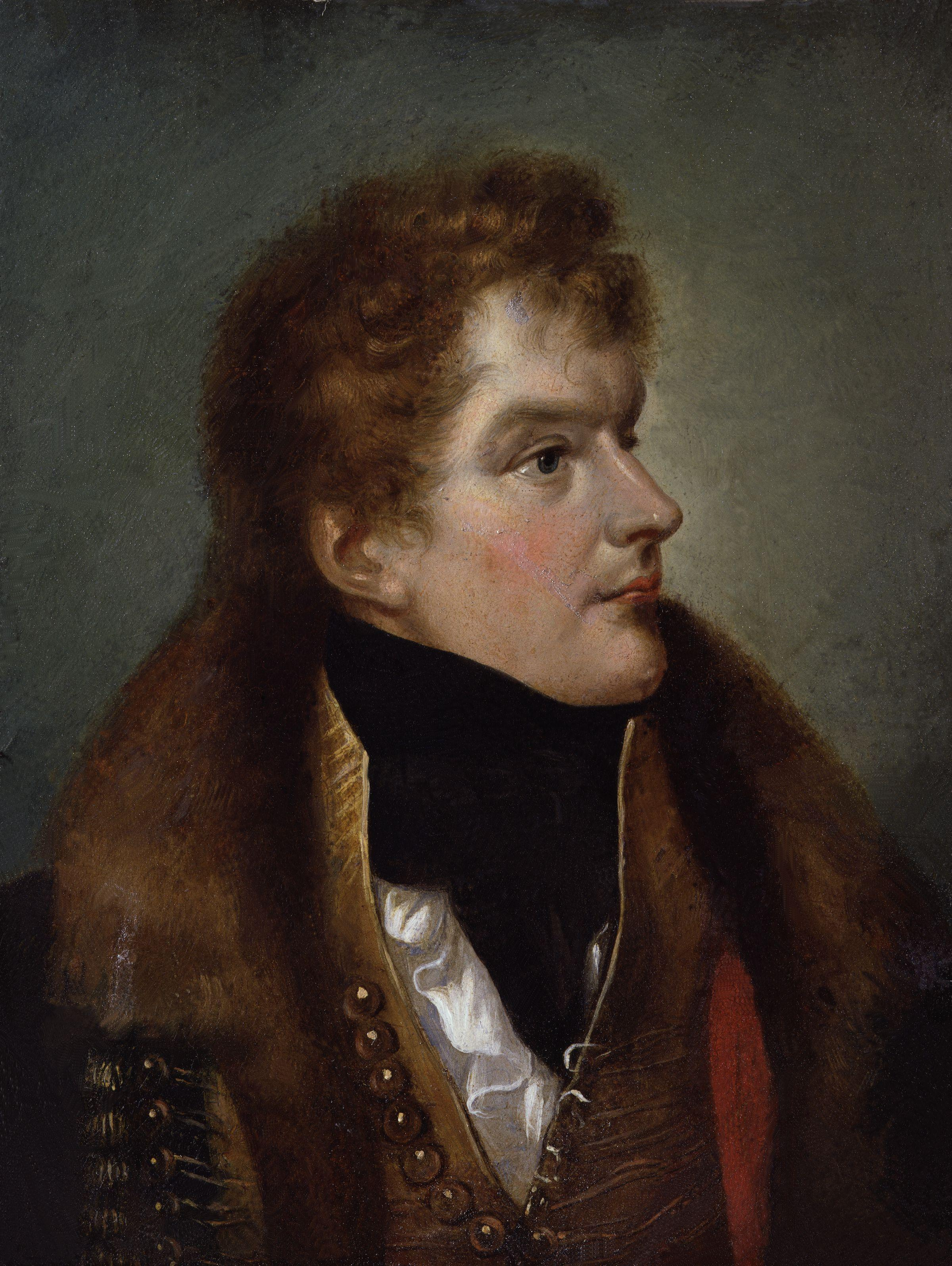
Charles Gardiner, 1. Earl of Blessington, ein Irish Representative Peer zwischen 1809 und 1829.

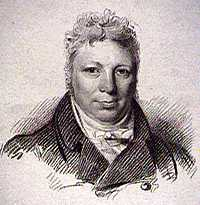
Lawrence Parsons, 2. Earl of Rosse, ein Irish Representative Peer zwischen 1809 und 1841.

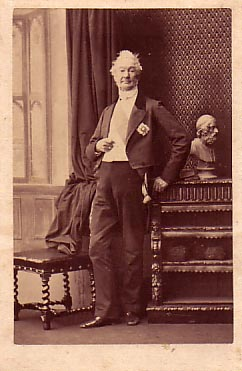
Ulysses Burgh, 2. Baron Downes, ein Irish Representative Peer zwischen 1833 und 1863.

Willam Parsons, 3. Earl of Rosse, ein Irish Representative Peer zwischen 1845 und 1863.

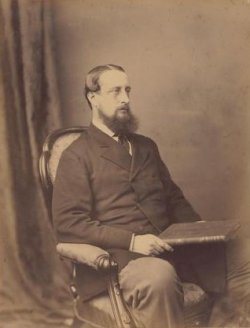
Somerset Lowry-Corry, 4. Earl Belmore, ein Irish Representative Peer zwischen 1857 und 1913.

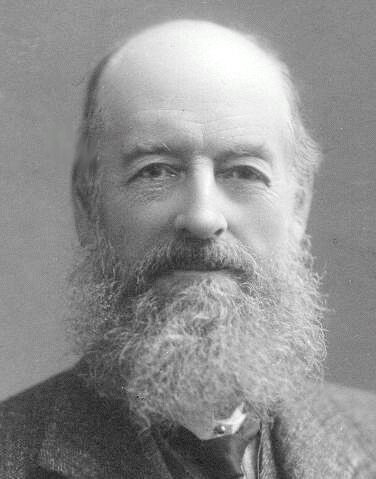
Lawrence Parsons, 4. Earl of Rosse, ein Irish Representative Peer zwischen 1868 und 1908.

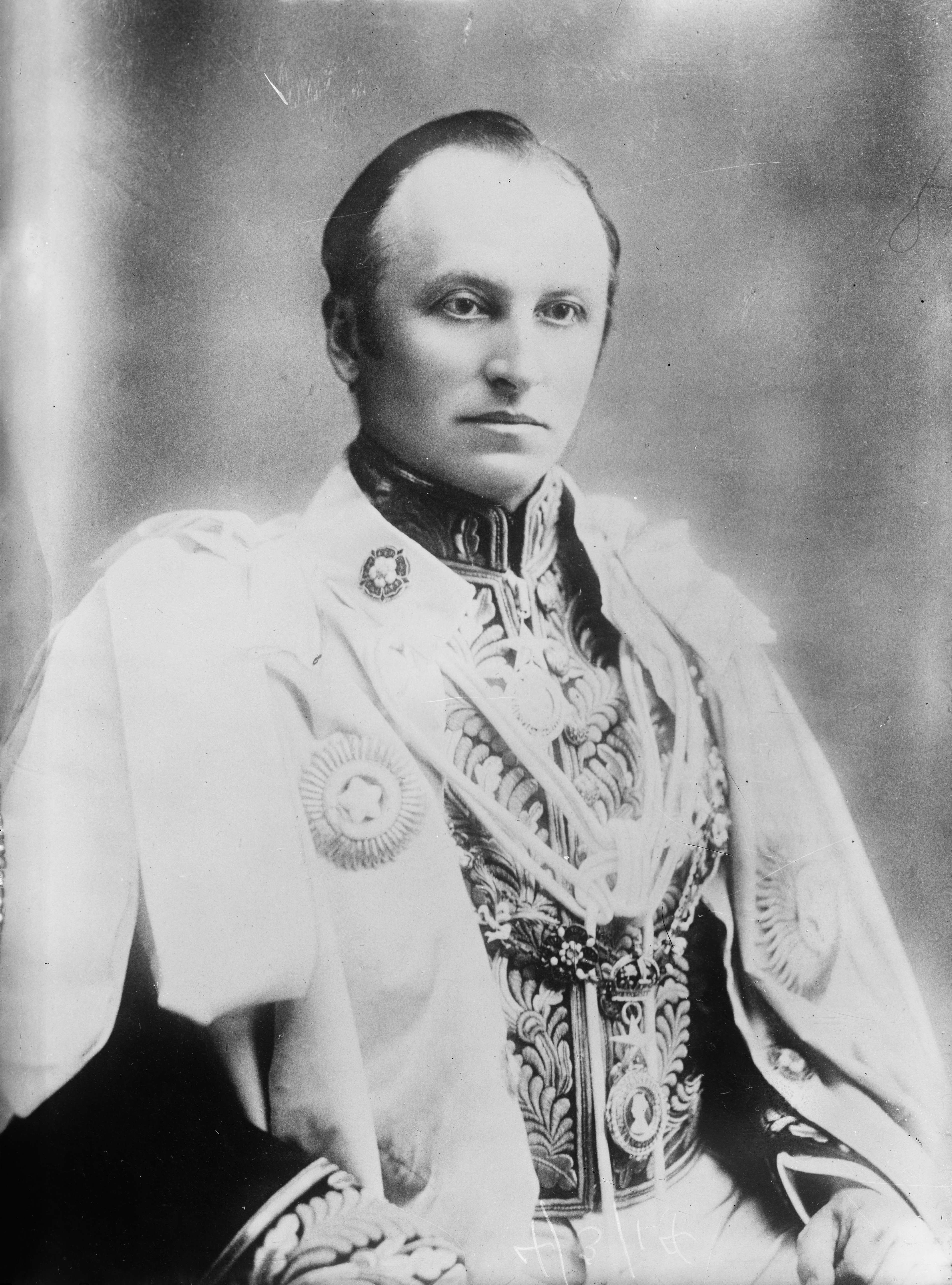
George Curzon 1. Marquess Curzon of Kedleston, ein Irish Representative Peer zwischen 1908 und 1925.

Die Liste der irischen Representative Peers verzeichnet die Representative Peers, die seit dem Act of Union 1800 für die Peerage of Ireland im britischen House of Lords (Oberhaus) saßen.
Mit dem Act of Union 1800, der die bisherigen Königreiche Großbritannien und Irland zum Vereinigten Königreich Großbritannien und Irland zusammenschloss, war das irische House of Lords, in dem alle irischen Peers einen Sitz hatten, aufgelöst worden. Die ersten 28 Peers, die, neben vier Bischöfen der Church of Ireland, stattdessen Irland im House of Lord vertreten sollten, wurden am 2. August 1800 gewählt. Am Tag zuvor wurde im irischen House of Lords den Act of Union 1800 verabschiedet.
Im Gegensatz zu den schottischen Representative Peers, die nach jeder Auflösung des britischen Parlaments komplett neu wählten, wurden die irischen Representative Peers auf Lebenszeit gewählt. Nach dem Tod eines Representative Peers wählten die irischen Peers aus ihrer Mitte einen Nachfolger. Einige irische Peers erhielten Titel in der Peerage of the United Kingdom verliehen, der sie ebenfalls zu einem Sitz im House of Lords berechtigte.
Zur Wahl irischer Representative Peers wurde vom Lordkanzler von Irland einberufen. Letztmals fand eine solche Nachwahl am 22. Dezember 1919 statt. Mit Gründung des Irischen Freistaats, 1922, wurde das Amt des Lordkanzlers von Irland abgeschafft und es erfolgten fortan keine Nachwahlen mehr. Die 1922 im House of Lords sitzenden irischen Representative Peers hatten ihren Sitz im Parlament aber bis zu ihrem Tod inne. 1961 verstarb der letzte Vertreter. Zuletzt entschied 1966 das Committee for Privileges and Conduct des House of Lords gegen eine Petition, die die Wiederaufnahme solcher Nachwahlen zum Ziel hatte.

## Liste der Irischen Representative Peers

### 1800–1849
| Representative peer                              | Gewählt            | Nachfolger von                                  | Tod                |
| ------------------------------------------------ | ------------------ | ----------------------------------------------- | ------------------ |
| Robert Cuninghame, 1. Baron Rossmore             | 2. August 1800     |                                                 | 5. August 1801     |
| Robert Clements, 1. Earl of Leitrim              | 2. August 1800     |                                                 | 27. Juli 1804      |
| Otway Cuffe, 1. Earl of Desart                   | 2. August 1800     |                                                 | 9. August 1804     |
| Francis Mathew, 1. Earl Landaff                  | 2. August 1800     |                                                 | 30. Juli 1806      |
| Laurence Parsons, 1. Earl of Rosse               | 2. August 1800     |                                                 | 20. April 1807     |
| John de Burgh, 13. Earl of Clanricarde           | 2. August 1800     |                                                 | 27. Juli 1808      |
| John Browne, 1. Marquess of Sligo                | 2. August 1800     |                                                 | 2. Januar 1809     |
| Charles Agar, 1. Earl of Normanton               | 2. August 1800     |                                                 | 14. Juli 1809      |
| Richard Longfield, 1. Baron Longueville          | 2. August 1800     |                                                 | 23. Mai 1811       |
| George Frederick Nugent, 7. Earl of Westmeath    | 2. August 1800     |                                                 | 30. Dezember 1814  |
| John Crosbie, 2. Earl of Glandore                | 2. August 1800     |                                                 | 23. Oktober 1815   |
| Robert Howard, 2. Earl of Wicklow                | 2. August 1800     |                                                 | 23. Oktober 1815   |
| George Agar, 1. Baron Callan                     | 2. August 1800     |                                                 | 29. Oktober 1815   |
| Thomas Knox, 1. Viscount Northland               | 2. August 1800     |                                                 | 5. November 1818   |
| Richard Butler, 1. Earl of Glengall              | 2. August 1800     |                                                 | 30. Januar 1819    |
| Robert Jocelyn, 2. Earl of Roden                 | 2. August 1800     |                                                 | 29. Juni 1820      |
| Robert Stewart, 1. Marquess of Londonderry       | 2. August 1800     |                                                 | 6. April 1821      |
| James Cuffe, 1. Baron Tyrawley                   | 2. August 1800     |                                                 | 15. Juni 1821      |
| Richard Hely-Hutchinson, 1. Earl of Donoughmore  | 2. August 1800     |                                                 | 22. August 1825    |
| Hugh Carleton, 1. Viscount Carleton              | 2. August 1800     |                                                 | 25. Februar 1826   |
| John Creighton, 1. Earl Erne                     | 2. August 1800     |                                                 | 15. September 1828 |
| Thomas Taylour, 1. Marquess of Headfort          | 2. August 1800     |                                                 | 24. Oktober 1829   |
| Francis Bernard, 1. Earl of Bandon               | 2. August 1800     |                                                 | 26. November 1830  |
| Henry Conyngham, 1. Marquess Conyngham           | 2. August 1800     |                                                 | 28. Dezember 1832  |
| Thomas Pakenham, 2. Earl of Longford             | 2. August 1800     |                                                 | 24. Mai 1835       |
| Richard Bingham, 2. Earl of Lucan                | 2. August 1800     |                                                 | 30. Juni 1839      |
| Charles O’Neill, 1. Earl O’Neill                 | 2. August 1800     |                                                 | 25. März 1841      |
| Edmund Pery, 1. Earl of Limerick                 | 2. August 1800     |                                                 | 7. Dezember 1844   |
| Charles Bury, 1. Earl of Charleville             | 2. November 1801   | Robert Cuninghame, 1. Baron Rossmore            | 31. Oktober 1835   |
| John Cole, 2. Earl of Enniskillen                | 13. Oktober 1804   | Robert Clements, 1. Earl of Leitrim             | 31. März 1840      |
| Du Pre Alexander, 2. Earl of Caledon             | 26. November 1804  | Otway Cuffe, 1. Earl of Desart                  | 8. April 1839      |
| Francis Caulfeild, 2. Earl of Charlemont         | 12. Dezember 1806  | Francis Matthew, 1. Earl Landaff                | 26. Dezember 1863  |
| George King, 3. Earl of Kingston                 | 11. Juli 1807      | Laurence Parsons, 1. Earl of Rosse              | 18. Oktober 1839   |
| Richard Trench, 2. Earl of Clancarty             | 16. Dezember 1808  | John de Burgh, 13. Earl of Clanricarde          | 24. November 1837  |
| Charles Gardiner, 1. Earl of Blessington         | 15. April 1809     | John Browne, 1. Marquess of Sligo               | 25. Mai 1829       |
| Lawrence Parsons, 2. Earl of Rosse               | 22. Oktober 1809   | Charles Agar, 1. Earl of Normanton              | 24. Februar 1841   |
| Archibald Acheson, 2. Earl of Gosford            | 19. August 1811    | Richard Longfield, 1. Viscount Longueville      | 27. März 1849      |
| Stephen Moore, 2. Earl Mount Cashell             | 24. März 1815      | George Nugent, 7. Earl of Westmeath             | 27. Oktober 1822   |
| John Maxwell, 2. Earl of Farnham                 | 2. März 1816       | John Crosbie, 2. Earl of Glandore               | 23. Juli 1823      |
| John Bourke, 4. Earl of Mayo                     | 2. März 1816       | Robert Howard, 2. Earl of Wicklow               | 23. Mai 1849       |
| William O’Brien, 2. Marquess of Thomond          | 2. März 1816       | George Agar, 1. Baron Callan                    | 21. August 1846    |
| Somerset Butler, 3. Earl of Carrick              | 13. März 1819      | Thomas Knox, 1. Viscount Northland              | 4. Februar 1838    |
| Somerset Lowry-Corry, 2. Earl Belmore            | 5. Mai 1819        | Richard Butler, 1. Earl of Glengall             | 18. April 1841     |
| James Blackwood, 2. Baron Dufferin               | 7. Oktober 1820    | Robert Jocelyn, 2. Earl of Roden                | 8. August 1836     |
| Richard Wingfield, 5. Viscount Powerscourt       | 3. August 1821     | Robert Stewart, 1. Marquess of Londonderry      | 9. August 1823     |
| William Howard, 4. Earl of Wicklow               | 10. November 1821  | Charles O’Hara, 1. Baron Tyrawley               | 22. März 1869      |
| Robert King, 1. Viscount Lorton                  | 8. Februar 1823    | Stephen Moore, 2. Earl Mount Cashell            | 20. November 1854  |
| John Evans-Freke, 6. Baron Carbery               | 30. Januar 1824    | John Maxwell, 2. Earl of Farnham                | 12. Mai 1845       |
| Charles Vereker, 2. Viscount Gort                | 30. Januar 1824    | Richard Wingfield, 5. Viscount Powerscourt      | 11. November 1842  |
| John Maxwell-Barry, 5. Baron Farnham             | 17. Dezember 1825  | Richard Hely-Hutchinson, 1. Earl of Donoughmore | 20. September 1838 |
| Stephen Moore, 3. Earl Mount Cashell             | 1. Juli 1826       | Hugh Carleton, 1. Viscount Carleton             | 10. Oktober 1883   |
| Henry Prittie, 2. Baron Dunalley                 | 19. Dezember 1828  | John Creighton, 1. Earl Erne                    | 19. Oktober 1854   |
| Richard Butler, 2. Earl of Glengall              | 1. September 1829  | Charles John Gardiner, 1. Earl of Blessington   | 22. Juni 1858      |
| Hayes St Leger, 3. Viscount Doneraile            | 15. März 1830      | Thomas Taylour, 1. Marquess of Headfort         | 27. März 1854      |
| George Nugent, 1. Marquess of Westmeath          | 26. Februar 1831   | Francis Bernard, 1. Earl of Bandon              | 5. Mai 1871        |
| Ulysses Burgh, 2. Baron Downes                   | 30. März 1833      | Henry Conyngham, 1. Marquess Conyngham          | 26. Juli 1863      |
| James Bernard, 2. Earl of Bandon                 | 31. Juli 1835      | Thomas Pakenham, 2. Earl of Longford            | 31. Oktober 1856   |
| Edward Plunkett, 14. Baron Dunsany               | 18. Januar 1836    | Charles Bury, 1. Earl of Charleville            | 11. Dezember 1848  |
| Cornwallis Maude, 3. Viscount Hawarden           | 31. Oktober 1836   | James Stevenson Blackwood, 2. Baron Dufferin    | 12. Oktober 1856   |
| Robert Dillon, 3. Baron Clonbrock                | 20. Februar 1838   | Richard Le Poer Trench, 2. Earl of Clancarty    | 4. Dezember 1893   |
| Charles Bury, 2. Earl of Charleville             | 13. April 1838     | Somerset Richard Butler, 3. Earl of Carrick     | 14. Juli 1851      |
| John Vesey, 2. Viscount de Vesci                 | 19. Januar 1839    | John Maxwell-Barry, 5. Baron Farnham            | 19. Oktober 1855   |
| Henry Maxwell, 7. Baron Farnham                  | 2. Juli 1839       | Du Pre Alexander, 2. Earl of Caledon            | 20. August 1868    |
| Windham Quin, 2. Earl of Dunraven and Mount-Earl | 21. September 1839 | Richard Bingham, 2. Earl of Lucan               | 6. August 1850     |
| Edward Crofton, 2. Baron Crofton                 | 21. Januar 1840    | George King, 3. Earl of Kingston                | 27. Dezember 1869  |
| George Bingham, 3. Earl of Lucan                 | 22. Juni 1840      | John Cole, 2. Earl of Enniskillen               | 10. November 1888  |
| James Alexander, 3. Earl of Caledon              | 8. Mai 1841        | Lawrence Parsons, 2. Earl of Rosse              | 30. Juni 1855      |
| Cadwallader Blayney, 12. Baron Blayney           | 12. Juni 1841      | Charles O’Neill, 1. Earl O’Neill                | 18. Januar 1874    |
| Richard Handcock, 3. Baron Castlemaine           | 6. Juli 1841       | Somerset Lowry-Corry, 2. Earl Belmore           | 4. Juli 1869       |
| John O’Neill, 3. Viscount O’Neill                | 31. Januar 1843    | Charles Vereker, 2. Viscount Gort               | 12. Februar 1855   |
| William Parsons, 3. Earl of Rosse                | 24. Februar 1845   | Edmund Henry Percy, 1. Earl of Limerick         | 31. Oktober 1867   |
| John Crichton, 3. Earl Erne                      | 24. Juli 1845      | John Evans-Freke, 6. Baron Carbery              | 3. Oktober 1885    |
| John Cuffe, 3. Earl of Desart                    | 11. Dezember 1846  | William O’Brien, 2. Marquess of Thomond         | 1. April 1865      |
| Eyre Massey, 3. Baron Clarina                    | 16. April 1849     | Edward Plunkett, 14. Baron Dunsany              | 18. November 1872  |
| John Browne, 3. Baron Kilmaine                   | 22. Juni 1849      | Archibald Acheson, 2. Earl of Gosford           | 13. Januar 1873    |
| George Butler, 5. Earl of Lanesborough           | 14. August 1849    | John Bourke, 4. Earl of Mayo                    | 7. Juli 1866       |

### 1850–1899
| Representative peer                                   | Gewählt            | Nachfolger von                                   | Tod                |
| ----------------------------------------------------- | ------------------ | ------------------------------------------------ | ------------------ |
| Randall Plunkett, 15. Baron Dunsany                   | 19. November 1850  | Windham Quin, 2. Earl of Dunraven and Mount-Earl | 7. April 1852      |
| Denis Daly, 2. Baron Dunsandle and Clanconal          | 23. September 1851 | Charles Bury, 2. Earl of Charleville             | 11. Januar 1893    |
| Robert Bourke, 5. Earl of Mayo                        | 22. Juni 1852      | Randall Edward Plunkett, 15. Baron Dunsany       | 12. August 1867    |
| Richard White, 2. Earl of Bantry                      | 1. Juli 1854       | Hayes St Leger, 3. Viscount Doneraile            | 16. Juli 1868      |
| Edward Ward, 4. Viscount Bangor                       | 9. Januar 1855     | Henry Prittie, 2. Baron Dunalley                 | 14. September 1881 |
| Hayes St Leger, 4. Viscount Doneraile                 | 2. Mai 1855        | Robert King, 1. Viscount Lorton                  | 26. August 1887    |
| Mark Trevor, 3. Viscount Dungannon                    | 11. September 1855 | John O’Neill, 3. Viscount O’Neill                | 11. August 1862    |
| Henry Dawson-Damer, 3. Earl of Portarlington          | 24. Oktober 1855   | James Alexander, 3. Earl of Caledon              | 1. März 1889       |
| James Hewitt, 4. Viscount Lifford                     | 23. Januar 1856    | John Vesey, 2. Viscount de Vesci                 | 20. November 1887  |
| Thomas Vesey, 3. Viscount de Vesci                    | 10. Januar 1857    | Cornwallis Maude, 3. Viscount Hawarden           | 23. Dezember 1875  |
| Somerset Lowry-Corry, 4. Earl Belmore                 | 13. Januar 1857    | James Bernard, 2. Earl of Bandon                 | 6. April 1913      |
| Francis Bernard, 3. Earl of Bandon                    | 21. August 1858    | Richard Butler, 2. Earl of Glengall              | 17. Februar 1877   |
| Cornwallis Maude, 1. Earl de Montalt                  | 2. Dezember 1862   | Mark Trevor, 3. Viscount Dungannon               | 9. Januar 1905     |
| Lucius O’Brien, 13. Baron Inchiquin                   | 20. Oktober 1863   | Ulysses Burgh, 2. Baron Downes                   | 22. März 1872      |
| Edward Plunkett, 16. Baron Dunsany                    | 8. März 1864       | Francis Caulfeild, 2. Earl of Charlemont         | 22. Februar 1889   |
| John Vereker, 3. Viscount Gort                        | 13. Juni 1865      | John Cuffe, 3. Earl of Desart                    | 20. Oktober 1865   |
| Mervyn Wingfield, 7. Viscount Powerscourt             | 26. Dezember 1865  | John Vereker, 3. Viscount Gort                   | 5. Juni 1904       |
| George Upton, 3. Viscount Templetown                  | 14. September 1866 | George Butler, 5. Earl of Lanesborough           | 4. Januar 1890     |
| William Annesley, 4. Earl Annesley                    | 15. Oktober 1867   | Robert Bourke, 5. Earl of Mayo                   | 10. August 1874    |
| Theobald Butler, 14. Baron Dunboyne                   | 11. Januar 1868    | William Parsons, 3. Earl of Rosse                | 22. März 1881      |
| Charles Allanson-Winn, 3. Baron Headley               | 28. September 1868 | Richard White, 2. Earl of Bantry                 | 30. Juli 1877      |
| Lawrence Parsons, 4. Earl of Rosse                    | 22. Dezember 1868  | Henry Maxwell, 7. Baron Farnham                  | 29. August 1908    |
| William Hedges-White, 3. Earl of Bantry               | 6. Juli 1869       | William Howard, 4. Earl of Wicklow               | 15. Januar 1884    |
| Geoffrey Guthrie-Browne, 2. Baron Oranmore and Browne | 6. September 1869  | Richard Handcock, 3. Baron Castlemaine           | 15. November 1900  |
| John Butler, 6. Earl of Lanesborough                  | 5. April 1870      | Edward Crofton, 2. Baron Crofton                 | 12. September 1905 |
| Dayrolles Eveleigh-de-Moleyns, 4. Baron Ventry        | 10. Juli 1871      | George Nugent, 1. Marquess of Westmeath          | 8. Februar 1914    |
| Charles Howard, 5. Earl of Wicklow                    | 19. Juni 1872      | Lucius O’Brien, 13. Baron Inchiquin              | 20. Juni 1881      |
| Edward Crofton, 3. Baron Crofton                      | 11. Februar 1873   | Eyre Massey, 3. Baron Clarina                    | 22. September 1912 |
| Edward O’Brien, 14. Baron Inchiquin                   | 5. April 1873      | John Browne, 3. Baron Kilmaine                   | 9. April 1900      |
| Richard Handcock, 4. Baron Castlemaine                | 9. Mai 1874        | Cadwallader Blayney, 12. Baron Blayney           | 26. April 1892     |
| John Scott, 4. Earl of Clonmell                       | 10. November 1874  | William Annesley, 4. Earl of Annesley            | 22. Juni 1891      |
| John Massy, 6. Baron Massy                            | 14. März 1876      | Thomas Vesey, 3. Viscount de Vesci               | 28. November 1915  |
| Hugh Annesley, 5. Earl of Annesley                    | 28. April 1877     | Francis Bernard, 3. Earl of Bandon               | 15. Dezember 1908  |
| James Alexander, 4. Earl of Caledon                   | 30. Oktober 1877   | Charles Allanson-Winn, 3. Baron Headley          | 27. April 1898     |
| James Bernard, 4. Earl of Bandon                      | 6. Juni 1881       | Theobald Butler, 14. Baron Dunboyne              | 18. Mai 1924       |
| Edward Leeson, 6. Earl of Milltown                    | 23. August 1881    | Charles Howard, 5. Earl of Wicklow               | 30. Mai 1890       |
| Francis Needham, 3. Earl of Kilmorey                  | 31. Dezember 1881  | Edward Ward, 4. Viscount Bangor                  | 28. Juli 1915      |
| Charles Allanson-Winn, 4. Baron Headley               | 20. Dezember 1883  | Stephen Moore, 3. Earl Mount Cashell             | 13. Januar 1913    |
| Hercules Rowley, 4. Baron Langford                    | 14. März 1884      | William Hedges-White, 3. Earl of Bantry          | 29. Oktober 1919   |
| Henry Ward, 5. Viscount Bangor                        | 12. Januar 1886    | John Crichton, 3. Earl Erne                      | 23. Februar 1911   |
| Henry King-Tenison, 8. Earl of Kingston               | 24. Oktober 1887   | Hayes St Leger, 4. Viscount Doneraile            | 13. Januar 1896    |
| Cecil Howard, 6. Earl of Wicklow                      | 23. Januar 1888    | James Hewitt, 4. Viscount Lifford                | 24. Juli 1891      |
| Eyre Massey, 4. Baron Clarina                         | 31. Dezember 1888  | George Bingham, 3. Earl of Lucan                 | 16. Dezember 1897  |
| Thomas McClintock-Bunbury, 2. Baron Rathdonnell       | 8. April 1889      | Edward Plunkett, 16. Baron Dunsany               | 22. Mai 1929       |
| Charles Bingham, 4. Earl of Lucan                     | 19. April 1889     | Henry Dawson-Damer, 3. Earl of Portarlington     | 5. Juni 1914       |
| Francis Browne, 4. Baron Kilmaine                     | 21. Februar 1890   | George Upton, 3. Viscount Templetown             | 9. November 1907   |
| Dermot Bourke, 7. Earl of Mayo                        | 14. Juli 1890      | Edward Leeson, 6. Earl of Milltown               | 31. Dezember 1927  |
| William Evans-Freke, 8. Baron Carbery                 | 3. August 1891     | John Scott, 4. Earl of Clonmell                  | 7. November 1894   |
| Henry Prittie, 4. Baron Dunalley                      | 9. Oktober 1891    | Cecil Howard, 6. Earl of Wicklow                 | 5. August 1927     |
| Hamilton Deane-Morgan, 4. Baron Muskerry              | 13. Juni 1892      | Richard Handcock, 4. Baron Castlemaine           | 9. Juni 1929       |
| John Plunkett, 17. Baron Dunsany                      | 6. März 1893       | Denis Daly, 2. Baron Dunsandle and Clanconal     | 16. Januar 1899    |
| Henry Upton, 4. Viscount Templetown                   | 29. Januar 1894    | Robert Dillon, 3. Baron Clonbrock                | 30. September 1939 |
| Luke Dillon, 4. Baron Clonbrock                       | 21. Januar 1895    | William Evans-Freke, 8. Baron Carbery            | 12. Mai 1917       |
| George Dawson-Damer, 5. Earl of Portarlington         | 20. März 1896      | Henry King-Tenison, 8. Earl of Kingston          | 31. August 1900    |
| Albert Handcock, 5. Baron Castlemaine                 | 7. März 1898       | Eyre Massey, 4. Baron Clarina                    | 6. Juli 1937       |
| Somerset Maxwell, 10. Baron Farnham                   | 22. Juli 1898      | James Alexander, 4. Earl of Caledon              | 22. November 1900  |
| Ponsonby Moore, 9. Earl of Drogheda                   | 31. März 1899      | John Plunkett, 17. Baron Dunsany                 | 28. Oktober 1908   |

### 1900–1919
| Representative peer                                          | Gewählt            | Nachfolger von                                               | Tod               |
| ------------------------------------------------------------ | ------------------ | ------------------------------------------------------------ | ----------------- |
| Reymond de Montmorency, 3. Viscount Frankfort de Montmorency | 5. Juni 1900       | Edward O’Brien, 14. Baron Inchiquin                          | 7. Mai 1902       |
| Lucius O’Brien, 15. Baron Inchiquin                          | 23. November 1900  | George Dawson-Damer, 5. Earl of Portarlington                | 9. Dezember 1929  |
| Robert Butler, 16. Baron Dunboyne                            | 4. Januar 1901     | Geoffrey Guthrie-Browne, 2. Baron Oranmore and Browne        | 29. August 1913   |
| Anthony Nugent, 11. Earl of Westmeath                        | 4. Februar 1901    | Somerset Maxwell, 10. Baron Farnham                          | 12. Dezember 1933 |
| Geoffrey Browne, 3. Baron Oranmore and Browne                | 11. Juli 1902      | Reymond de Montmorency, 3. Viscount Frankfort de Montmorency | 30. Juni 1927     |
| Charles Bellew, 3. Baron Bellew                              | 1. August 1904     | Mervyn Wingfield, 7. Viscount Powerscourt                    | 15. Juli 1911     |
| Ivo Bligh, 8. Earl of Darnley                                | 10. März 1905      | Cornwallis Maude, 1. Earl de Montalt                         | 10. April 1927    |
| Ralph Howard, 7. Earl of Wicklow                             | 27. November 1905  | John Butler, 6. Earl of Lanesborough                         | 11. Oktober 1946  |
| George Curzon, 1. Marquess Curzon of Kedleston               | 21. Januar 1908    | Francis Browne, 4. Baron Kilmaine                            | 20. März 1925     |
| Frederic Trench, 3. Baron Ashtown                            | 4. November 1908   | Lawrence Parsons, 4. Earl of Rosse                           | 20. März 1946     |
| Arthur Maxwell, 11. Baron Farnham                            | 18. Dezember 1908  | Ponsonby Moore, 9. Earl of Drogheda                          | 5. Februar 1957   |
| Yvo Vesey, 5. Viscount de Vesci                              | 13. Februar 1909   | Hugh Annesley, 5. Earl of Annesley                           | 16. August 1958   |
| John Browne, 5. Baron Kilmaine                               | 14. April 1911     | Henry Ward, 5. Viscount Bangor                               | 27. August 1946   |
| William Parsons, 5. Earl of Rosse                            | 9. Oktober 1911    | Charles Bellew, 3. Baron Bellew                              | 10. Juni 1918     |
| John Beresford, 5. Baron Decies                              | 18. November 1912  | Edward Crofton, 3. Baron Crofton                             | 31. Januar 1944   |
| Maxwell Ward, 6. Viscount Bangor                             | 7. März 1913       | Charles Allanson-Winn, 4. Baron Headley                      | 17. November 1950 |
| Charles Butler, 7. Earl of Lanesborough                      | 2. Juni 1913       | Somerset Lowry-Corry, 4. Earl Belmore                        | 18. August 1929   |
| Henry Moore, 10. Earl of Drogheda                            | 21. November 1913  | Robert Butler, 16. Baron Dunboyne                            | 22. November 1957 |
| George Bellew-Bryan, 4. Baron Bellew                         | 20. April 1914     | Dayrolles Eveleigh-de-Moleyns, 4. Baron Ventry               | 15. Juni 1935     |
| George Bingham, 5. Earl of Lucan                             | 10. August 1914    | Charles Bingham, 4. Earl of Lucan                            | 20. April 1949    |
| Rudolph Lambart, 10. Earl of Cavan                           | 24. September 1915 | Francis Needham, 3. Earl of Kilmorey                         | 28. August 1946   |
| Arthur Crofton, 4. Baron Crofton                             | 10. Januar 1916    | Frederic Trench, 3. Baron Ashtown                            | 15. Juni 1942     |
| Francis Needham, 4. Earl of Kilmorey                         | 14. Februar 1916   | John Massy, 6. Baron Massy                                   | 11. Januar 1961   |
| Henry King-Tenison, 9. Earl of Kingston                      | 13. Juli 1917      | Luke Dillon, 4. Baron Clonbrock                              | 11. Januar 1946   |
| James Caulfeild, 8. Viscount Charlemont                      | 19. August 1918    | William Parsons, 5. Earl of Rosse                            | 30. August 1949   |
| Robert Jocelyn, 8. Earl of Roden                             | 22. Dezember 1919  | Hercules Rowley, 4. Baron Langford                           | 30. Oktober 1956  |

## Verbleibende Representative Peers nach 1922
| Representative peer                             | Gewählt            | Tod                |
| ----------------------------------------------- | ------------------ | ------------------ |
| James Bernard, 4. Earl of Bandon                | 6. Juni 1881       | 18. Mai 1924       |
| George Curzon, 1. Baron Curzon of Kedleston     | 21. Januar 1908    | 20. März 1925      |
| Ivo Bligh, 8. Earl of Darnley                   | 10. März 1905      | 10. April 1927     |
| Geoffrey Browne, 3. Baron Oranmore and Browne   | 11. Juli 1902      | 30. Juni 1927      |
| Henry Prittie, 4. Baron Dunalley                | 9. Oktober 1891    | 5. August 1927     |
| Dermot Bourke, 7. Earl of Mayo                  | 14. Juli 1890      | 31. Dezember 1927  |
| Thomas McClintock-Bunbury, 2. Baron Rathdonnell | 8. April 1889      | 22. Mai 1929       |
| Hamilton Deane-Morgan, 4. Baron Muskerry        | 13. Juni 1892      | 9. Juni 1929       |
| Charles Butler, 7. Earl of Lanesborough         | 2. Juni 1913       | 18. August 1929    |
| Lucius O’Brien, 15. Baron Inchiquin             | 23. November 1900  | 9. Dezember 1929   |
| Anthony Nugent, 11. Earl of Westmeath           | 4. Februar 1901    | 12. Dezember 1933  |
| George Bellew-Bryan, 4. Baron Bellew            | 20. April 1914     | 15. Juni 1935      |
| Albert Handcock, 5. Baron Castlemaine           | 7. März 1898       | 6. Juli 1937       |
| Henry Upton, 4. Viscount Templetown             | 29. Januar 1894    | 30. September 1939 |
| Arthur Crofton, 4. Baron Crofton                | 10. Januar 1916    | 15. Juni 1942      |
| John Beresford, 5. Baron Decies                 | 18. November 1912  | 31. Januar 1944    |
| Henry King-Tenison, 9. Earl of Kingston         | 13. Juli 1917      | 11. Januar 1946    |
| John Browne, 5. Baron Kilmaine                  | 14. April 1911     | 27. August 1946    |
| Rudolph Lambart, 10. Earl of Cavan              | 24. September 1915 | 28. August 1946    |
| Ralph Howard, 7. Earl of Wicklow                | 27. November 1905  | 11. Oktober 1946   |
| George Bingham, 5. Earl of Lucan                | 10. August 1914    | 20. April 1949     |
| James Caulfeild, 8. Viscount Charlemont         | 19. August 1918    | 30. August 1949    |
| Maxwell Ward, 6. Viscount Bangor                | 7. März 1913       | 17. November 1950  |
| Robert Jocelyn, 8. Earl of Roden                | 22. Dezember 1919  | 30. Oktober 1956   |
| Arthur Maxwell, 11. Baron Farnham               | 18. Dezember 1908  | 5. Februar 1957    |
| Henry Moore, 10. Earl of Drogheda               | 21. November 1913  | 22. November 1957  |
| Yvo Vesey, 5. Viscount de Vesci                 | 13. Februar 1909   | 16. August 1958    |
| Francis Needham, 4. Earl of Kilmorey            | 14. Februar 1916   | 11. Januar 1961    |

## Representative Peers mit einem Titel in der Peerage of United Kingdom
| Nummer | Geehrter                                        | Titel                        | geschaffen        | Anmerkung |
| ------ | ----------------------------------------------- | ---------------------------- | ----------------- | --- |
| 1      | John Browne, 1. Marquess of Sligo               | Baron Monteagle              | 20. Februar 1806  | Beide Titel existieren noch |
| 2      | Richard Trench, 2. Earl of Clancarty            | Baron Trench                 | 4. August 1815    | Beide Titel existieren noch |
| 3      | John Cole, 2. Earl of Enniskillen               | Baron Grinstead              | 11. August 1815   | Beide Titel existieren noch |
| 4      | Edmund Pery, 1. Earl of Limerick                | Baron Foxford                | 11. August 1815   | Beide Titel existieren noch |
| 5      | Richard Hely-Hutchinson, 1. Earl of Donoughmore | Viscount Hutchinson          | 14. Juli 1821     | Beide Titel existieren noch |
| 6      | Henry Conyngham, 1. Marquess Conyngham          | Baron Minster                | 17. Juli 1821     | Beide Titel existieren noch |
| 7      | George King, 3. Earl of Kingston                | Baron Kingston               | 17. Juli 1821     | Beide Titel existieren noch |
| 8      | Thomas Pakenham, 2. Earl of Longford            | Baron Silchester             | 17. Juli 1821     | Beide Titel existieren noch |
| 9      | Richard Trench, 2. Earl of Clancarty            | Viscount Clancarty           | 8. Dezember 1823  | Beide Titel existieren noch |
| 10     | William O’Brien, 2. Marquess of Thomond         | Baron Tadcaster              | 3. Juli 1826      | Beide Titel sind erloschen |
| 11     | Francis Caulfeild, 2. Earl of Charlemont        | Baron Charlemont             | 13. Februar 1837  | Beide Titel sind erloschen |
| 12     | John Crichton, 3. Earl Erne                     | Baron Fermanagh              | 13. Januar 1876   | Beide Titel existieren noch |
| 13     | Mervyn Wingfield, 7. Viscount Powerscourt       | Baron Powerscourt            | 27. Juni 1885     | Beide Titel existieren noch |
| 14     | Cornwallis Maude, 4. Viscount Hawarden          | Earl de Montalt              | 9. September 1886 | Der Titel aus der Peerage of United Kingdom ist erloschen |
| 15     | George Curzon, 1. Baron Curzon of Kedleston     | Earl Curzon of Kedleston     | 2. November 1911  | Beide Titel sind erloschen |
| 15     | George Curzon, 1. Baron Curzon of Kedleston     | Viscount Scarsdale           | 2. November 1911  | Der Titel in der Peerage of United Kingdom existiert noch heute, da er einen Vermerk erhielt, dass er auch an die Brüder vererbbar war.                                   |
| 15     | George Curzon, 1. Baron Curzon of Kedleston     | Baron Ravensdale             | 2. November 1911  | Der Titel in der Peerage of United Kingdom existiert noch heute, da er den speziellen Vermerk enthielt, dass er auch an seine Töchter und deren Nachkommen vererbbar war. |
| 16     | George Curzon, 1. Baron Curzon of Kedleston     | Marquess Curzon of Kedleston | 28. Juni 1921     | Beide Titel sind erloschen |
| 17     | Geoffrey Browne, 3. Baron Oranmore and Browne   | Baron Mereworth              | 19. Januar 1926   | Beide Titel existieren noch |
| 18     | George Bingham, 5. Earl of Lucan                | Baron Bingham                | 26. Juni 1934     | Beide Titel existieren noch |
| 19     | Henry Moore, 10. Earl of Drogheda               | Baron Moore                  | 30. Januar 1954   | Beide Titel existieren noch |